# Pitulații Vechi, Brăila
Pitulații Vechi este o localitate în comuna Scorțaru Nou, județul Brăila, Muntenia, România.
Se află în lunca râului Buzău, pe malul stâng al acestuia. Dupa inundațiile din 1969 și 1970, populația a migrat catre alte zone, acum populația fiind preponderent vârstnică.
Din cauza apropierii lor, uneori se consideră că satele Pitulații Vechi și Pitulații Noi constituie un singur sat, numit Pitulați. Totuși saitul primăriei Scorțaru Nou le consideră sate distincte.  